# Brüsewitz (Adelsgeschlecht)

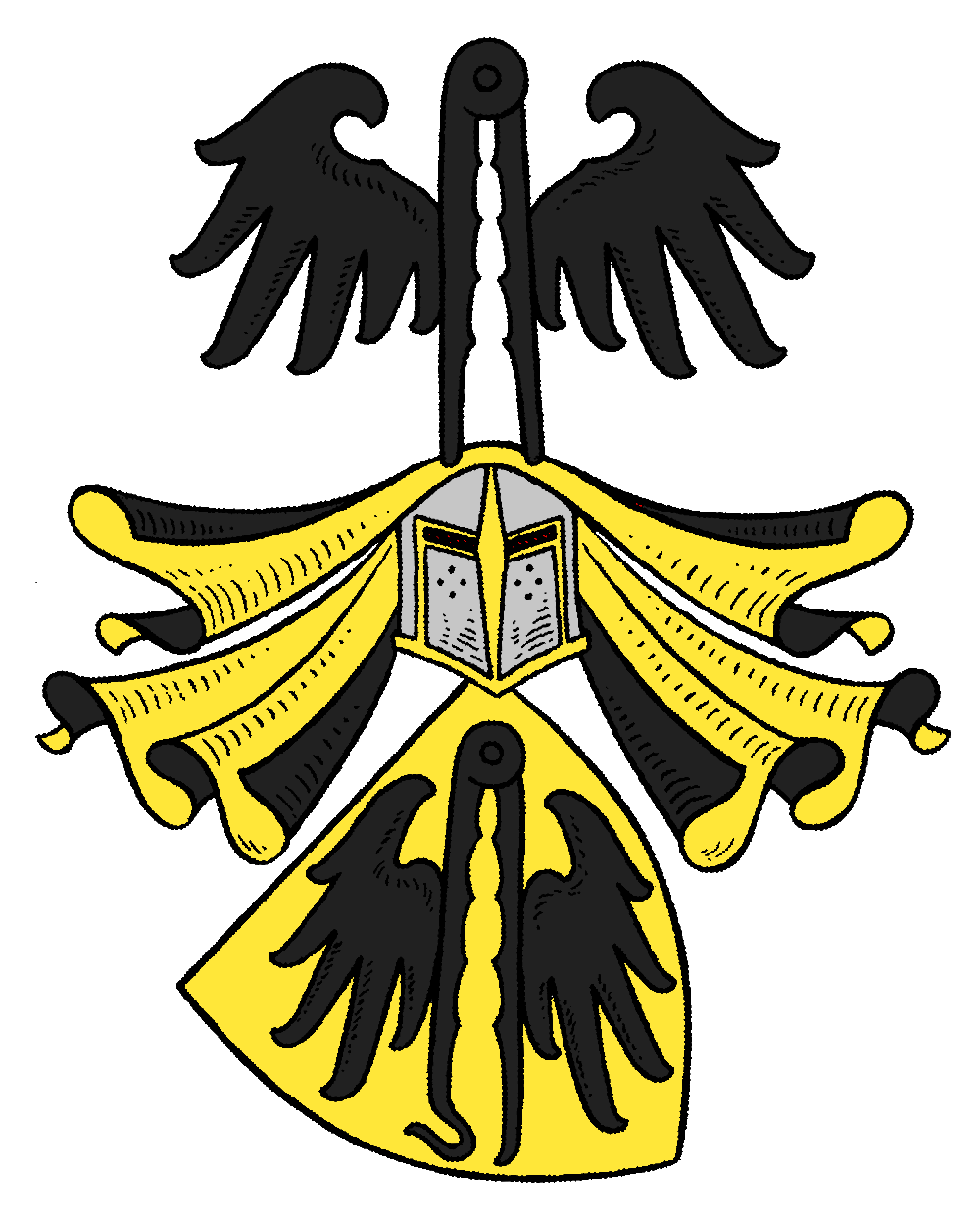
Stammwappen derer von Brüsewitz (Mecklenburg)

Brüsewitz , auch Brusewitz, Briswitz, Brysewitz, ist der Name eines alten mecklenburgischen Adelsgeschlechts, das sich früh nach Pommern und Schlesien, später auch nach Preußen verbreiten konnte.

## Geschichte
Das Geschlecht erscheint erstmals urkundlich am 25. Juli 1218 mit Ritter Alwardus de Brusevitz in Mecklenburg und war vor allem in der Gegend um Parchim begütert. Um das Jahr 1460 ist der Mecklenburgische Stamm erloschen.
In Pommern wird erstmals ein Lutherus de Bruseuitz im Jahre 1237 als Zeuge in einer Urkunde Herzog Wartislaws III. genannt. Hier hatte die Familie zunächst im Camminer Kreis ihren Lebens- und Besitzmittelpunkt. Die Stammreihe beginnt 1550 mit Eggard von Brüsewitz auf Brendemühl.
Im 18. Jahrhundert wurde die Familie auch im Königsberger Regierungsbezirk sesshaft, verbreitete sich späterhin auch ins Rheinland nach Hückeswagen, wo ein Erbbegräbnis der Familie existiert, das unter Denkmalschutz steht. Aus dem Haus Hückeswagen stammen auch der Generalleutnant Hans von Brüsewitz (1853–1919) und sein Sohn Joachim von Brüsewitz (1891–1966).

## Besitz
Bandesow, Brendemühl, Campz, Cammin, Dobberphul, Gristow, Morgow, Moratz, Rarvin, Staarz, Tribsow, alle im Landkreis Cammin gelegen, sowie Brüsewitz und Mulkenthin im Landkreis Saatzig, Goerke und Jatzel im Landkreis Greifenberg, Medow im Landkreis Anklam. In Ostpreußen besaßen sie die Güter Lubainen und Neugut bei Osterode.

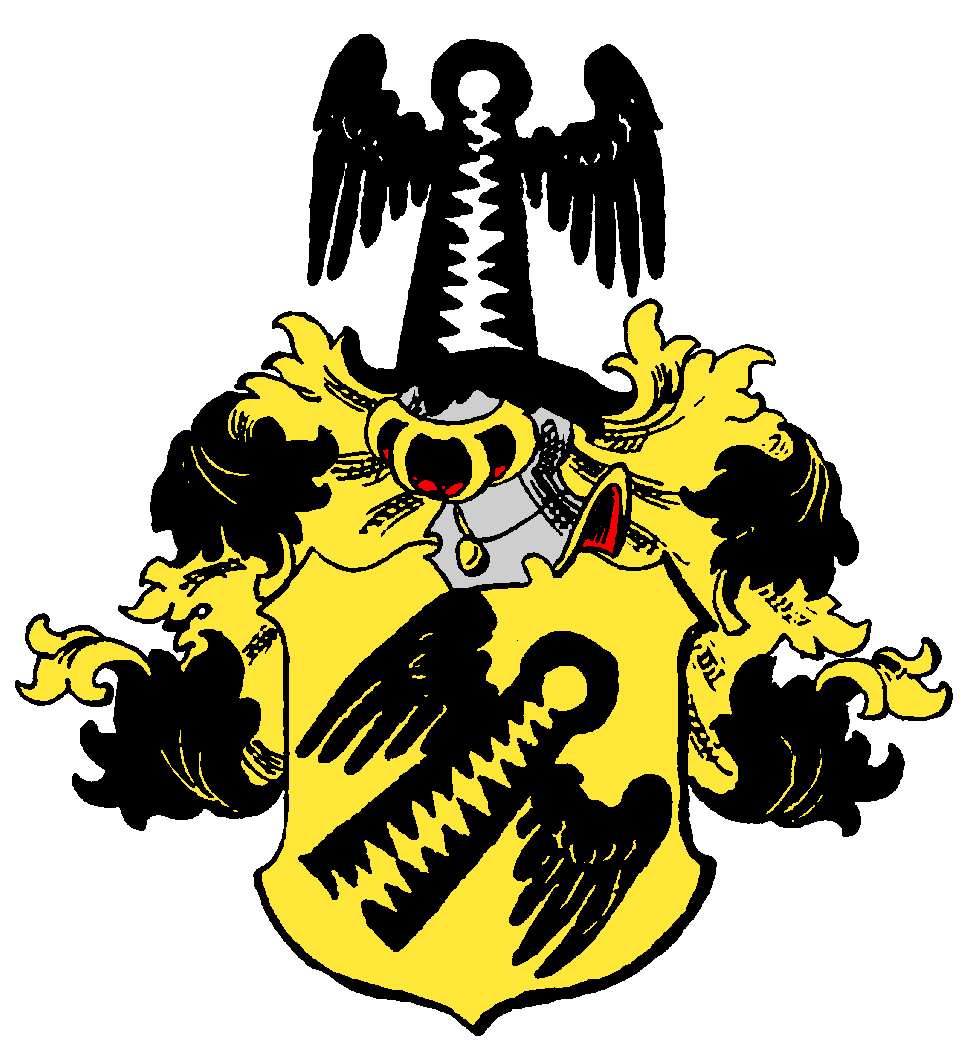
Stammwappen derer von Brüsewitz (Mecklenburg) bei Siebmacher 1902

## Wappen
Das Stammwappen (Pommern) zeigt im blauen Schild einen mit vier Ringen besteckten goldenen Triangel zwischen zwei schwarzen Adelflügeln. Auf dem gekrönten Helm mit schwarz-goldenen Decken, fünf rote Flammen zwischen zwei offenen schwarzen Flügen. Der schlesische Stamm führte auf dem Helm drei Ähren. Die Mecklenburger führten im Schild in Gold eine schwarze geflügelte Rossbremse.
In Siebmachers Wappenbüchern ist 1902 folgendes beschrieben (Zitat): „Dieses in Hinterpommern, seiner zweiten Heimath, noch gegenwärtig begüterte, zeitweise ziemlich ausgebreitete, altritterliche Geschlecht stammt aus Meklenburg, wo sein Stammsitz im Kreise Schwerin in der Nähe von Gadebusch liegt. In der 2. Hälfte des 13. Jahrh. hat sich die Pommerische Linie abgezweigt. Zuerst erscheint zu Anfange des 13. Jahrh. Alward v. B. als Schwerinscher Vasall, demnächst Ritter Nikolaus als Gründer der Kirche zu Brüsewitz 1236 ff., Vasall der Fürsten von Meklenburg, hierauf ein anderer Nikolaus v. B. 1298, 1320, dessen Söhne Ritter Heinrich, Knappe Johann, beide Werlische Vasallen und Nikolaus v. B., Stiftsherr zu Güstrow waren. Der letzte im 13. Jahrh. ist der werlische Vasall Ritter Heinrich v.B. Im 14. Jahrh. erscheint Ritter Rave v. B., Werlischer Vasall, im Lande Daber in Pommern, dann folgen der meklenb. Vasall Knappe Konrad v. B. und die Gebrüder Ritter Johann und Knappen Heinrich, Waldemar und Klaus v. B., sämmtlich Lehensleute der Fürsten von Werle. Ein Knappe Hermann v. B. wird 1330 genannt, 1369 ist Janecke bezeugt, 1378 lebte Nikolaus v. B. auf Varchenthin. Der letzte ist wahrscheinlich Claus v. B. auf Thürow, wogegen früher angenommen wurde, dass die Familie im Jahre 1460 in Meklenburg ausgestorben sei. Eine verhältnissmässig grosse Zahl alter meklenb. Familien führte das gleiche Schildzeichen mit den v. Brüsewitz, nämlich die v. Brüsehaver, Weltzien, Scharff und Wolkow. Ob dieser Umstand auf Stammesverwandtschaft beruht, oder die Folge der Bevorzugung eines solchen Wappenbildes war, muss hier dahin gestellt bleiben. Das Wappen hat zahlreiche Korruptionen durch Missverständniss erfahren, wie schon bei Siebmacher V p. 72. Schild: G. mit # schräglinks gelegter beflügelter Pferdebremse. Helm: Schildfigur senkrecht gestellt. Decken: # und. g. Anm. Ein durch Missverständniss gebildeter Helmschmuck bei Siebmacher III p. 165.“

## Bekannte Angehörige
- Karl Friedrich von Brüsewitz (1738–1811), preußischer Generalleutnant, 1797–1806 Chef des Dragonerregiments Nr. 12
- Hans Wilhelm Leopold Ernst von Brüsewitz (1853–1919), preußischer Generalleutnant
- Henning von Brüsewitz (1862–1900), Premierleutnant im 1. Badischen Leib-Grenadier-Regiment Nr. 109
- Joachim von Brüsewitz (1891–1966), deutscher Podiumstänzer